# Kosmický obr
| Jak veliký byl Atlás, v tak velkou se proměnil horu: v pohoří ruce a plece, vous s vlasyse ve hvozdy mění, co bylo dříve hlavou, to nyní je temenem horským, kosti se kamenem stanou. A zmohutněv na všecky strany, vyrostl do nedozírna (tak bozi, jste rozhodli) takže nebe i se spoustou hvězd vtom spočine na jeho plecích. |
| Ovidius, Proměny, Kniha IV, řádky 655-662 |

Kosmický, či prvotní, obr, bytost či muž, je motiv bytosti, která v sobě obsahuje celý vesmír či jím prostupuje a jednotlivým částím vesmíru odpovídají části jejího těla,  objevující se v mnoha světových mýtech o uspořádání a vzniku světa. V některých případech kosmický člověk během procesu stvoření umírá a z různých částí jeho těla svět vzniká, a často je také androgynní, což Mircea Eliade vyložil jako znak počáteční úplnosti, která je narušena, aby mohl vzniknout svět.
Kosmickému člověku se podobá motiv kosmického vejce, z něhož taktéž vzniká svět a v kterém může být též svět obsažen. Oba motivy mohou mít společný původ, ale jen zřídka jsou kombinovány.
Tento motiv je někdy považován za typicky indoevropský, ale objevuje se v mýtech o prvotních bytostech, které těžko mohly být indoevropskými mýty ovlivněny, například o babylónské Tiamat, aztécké Tlaltecuhtli nebo tahitském Ta'aroavi.
Podle indologa Michaela Witzela lze počátky tohoto motivu spojit s mýty paleolitických loveckých společností, či dokonce mýty neadrtálskými, přičemž kosmického obra spojuje s obrazem uloveného a zabitého zvířete, především medvěda. Na podporu svého názoru uvádí medvědí oběť u Sámů, sibiřských kmenů a Ainuů, a tabu týkající se kostí zabitých zvířat: Nesmí být poškoženy, aby se zvíře mohlo znovu zrodit.

## Indoevropané
Mýtus o kosmické bytosti se objevuje v mnoha indoevropských náboženstvích, kde je úzce spjat s mýtem o prvotním člověku, jehož rekonstruované praindoevropské jméno je *Jemos „Dvojče“. Vztah obou motivů je však nejasný, například podle Martina L. Westa byly původně oddělené: Podle prvního hermafroditní Dvojče zplodilo samo ze sebe lidstvo, podle druhého byl Prvotní obr zabit a z jeho těla stvořen svět. Naopak Jaan Puhvel považuje oba motivy za vzájemně provázané a spojuje je s podáním o vzniku společenských tříd z těl prvotních bytostí.
Jako příklady lze uvést, že:
- Védský Puruša byl obětován a z jehož těla vznikli bohové, svět i společenské třídy, a zároveň je v něm svět obsažen.[7]
- V zarathuštrismu je znám první člověk zvaný Gajómart, někdy popisovaný jako obr, který je zabit Ahrimanem a jeho daévy, z jehož těla vznikly kovy a z jehož semene se zrodil první lidský pár Mašja a Mašjánag.[8][9]
- V severském náboženství se objevuje prvotní obr Ymi, který je zabit Ódinem a jeho bratry, kteří z jeho těla stvořili svět.
- V Ovidiových Proměnách je obří titán Atlás proměněn Perseem v kámen a taktéž nese rysy kosmického obra.

Historik náboženství Bruce Lincoln ve své knize Myth, Cosmos and Society z roku 1986 identifikoval, jaké části těla prvotní bytosti se typicky mění ve složky světa, a indolog Ferenc Ruzsa jeho závěry upravil a shrnul:
- maso či tělo – země, hora, hlína či půda;
- kosti – kamení či hory;
- vlasy – rostliny, stromy či lesy;
- krev či tělní tekutiny – voda, moře, řeka či rosa;
- dech či duch – vítr, vzduch či aithér;
- oči či tvář – slunce, úsvit či slunce a měsíc;
- hlava – nebesa;
- mysl, srdce či hruď – měsíc;
- mozek či myšlenky – oblaka, nekonečné světlo či půda;

## Další příklady
V Číně je znám obr Pangu, zrozený z kosmického vejce, který zemřel poté, co oddělil nebesa a zemi, a z jehož těla vznikl svět. Podle některých hypotéz byl tento motiv do Číny přenesen z Indie.
Kosmickým bytostem se podobá také babylónská Tiamat, bohyně prvotních slaných vod, které Marduk roztříštil svým kyjem lebku. Z horní části jejího těla pak vytvořil Nebesa, z dolní části, na které při souboji stál, pak Zemi, z Tiamatiných ňader vznikly hory, z jejích očí vytekl Eufrat a Tigris, z jejích slin se stala oblaka.
Aztécká Tlaltecuhtli byla zabita Quetzalcoatlem a Tezcatlipocou a z různých částí jejího těla byly vytvořeny různé prvky stvoření.
Tahitský Ta'aroa, poté, co rozbil kosmické vejce, ve kterém se před stvořením světa nacházel a také stvořil ze svého těla, s výjimkou své hlavy.
Složitějším příkladem může být japonský mýtus o stvoření, kde velké množství božstev, včetně Slunce a Měsíce, vzniká v souvislosti se smrtí stvořitelské bohyně Izanami. Ta podle kroniky Kodžiki se svým druhem Izanagim Izanami na počátku zplodila japonské ostrovy. Poté však nastal obtížný porod boha ohně Kagu-cučiho, během kterého se ze zvratků, výkalů a moči Izanami rodila další božstva, a který skončil smrtí bohyně. Izanagi nejprve upadl do zármutku a z jeho slz se zrodila bohyně Nakisawame, poté zabil boha ohně, z jehož těla se následně zrodili další božstva. Po návratu z podsvětí, kde se neúspěšně pokoušel svoji ženu získat zpátky, se musel rituálně očistit, což vedlo ke vzniku dalších božstev, včetně Amaterasu a Cukujomiho, když čistil své oči, a Susanooa, když čistil svůj nos.
Jako kosmický obr může být také chápán churritsko-chetitský Ullikummi, čedičové monstrum, které muselo být odříznuto od skály-obra, na které stálo, aby bylo zabráněno zničení bohů.

## Galerie

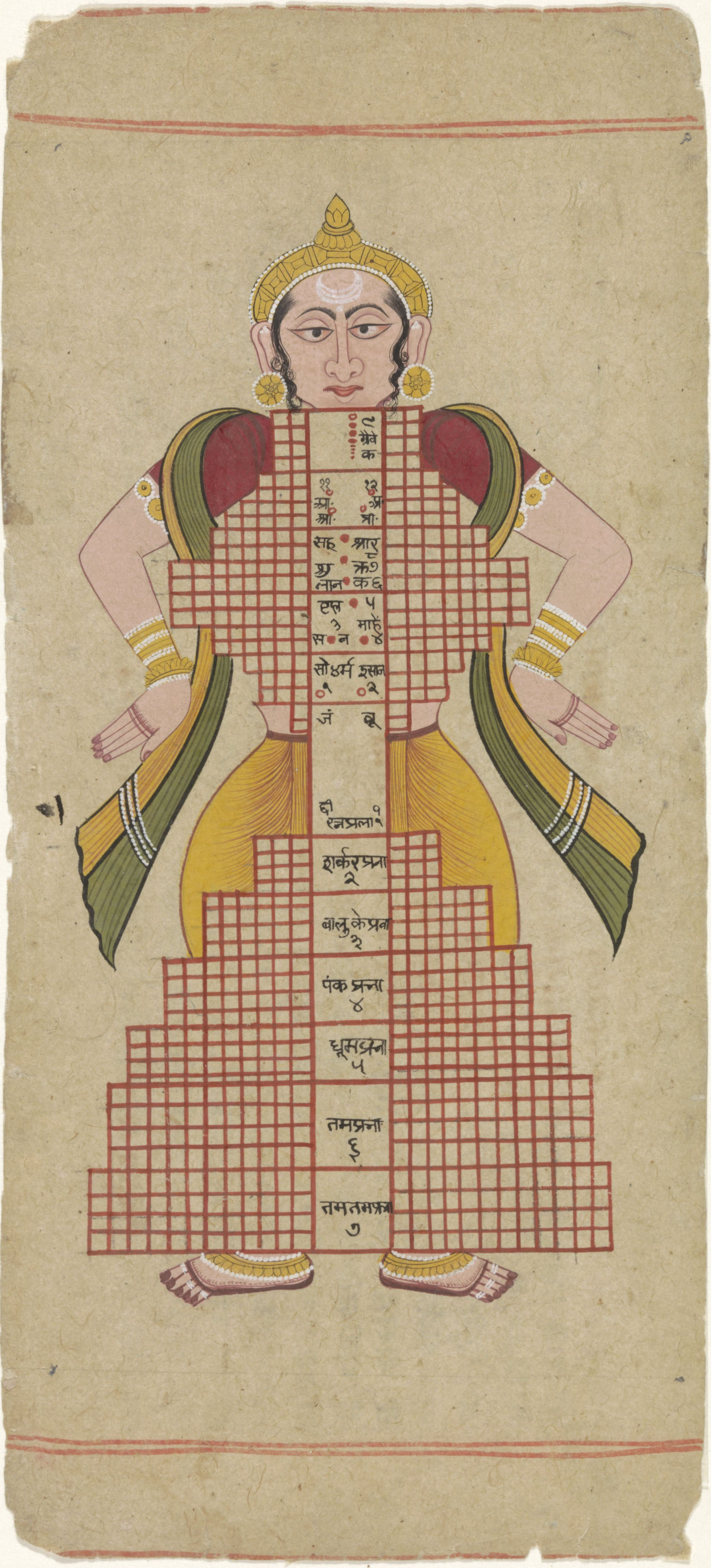
Trilóka Puruša „Puruša tří prostorů“ na gudžarátské miniatuře, cca 1840-1860
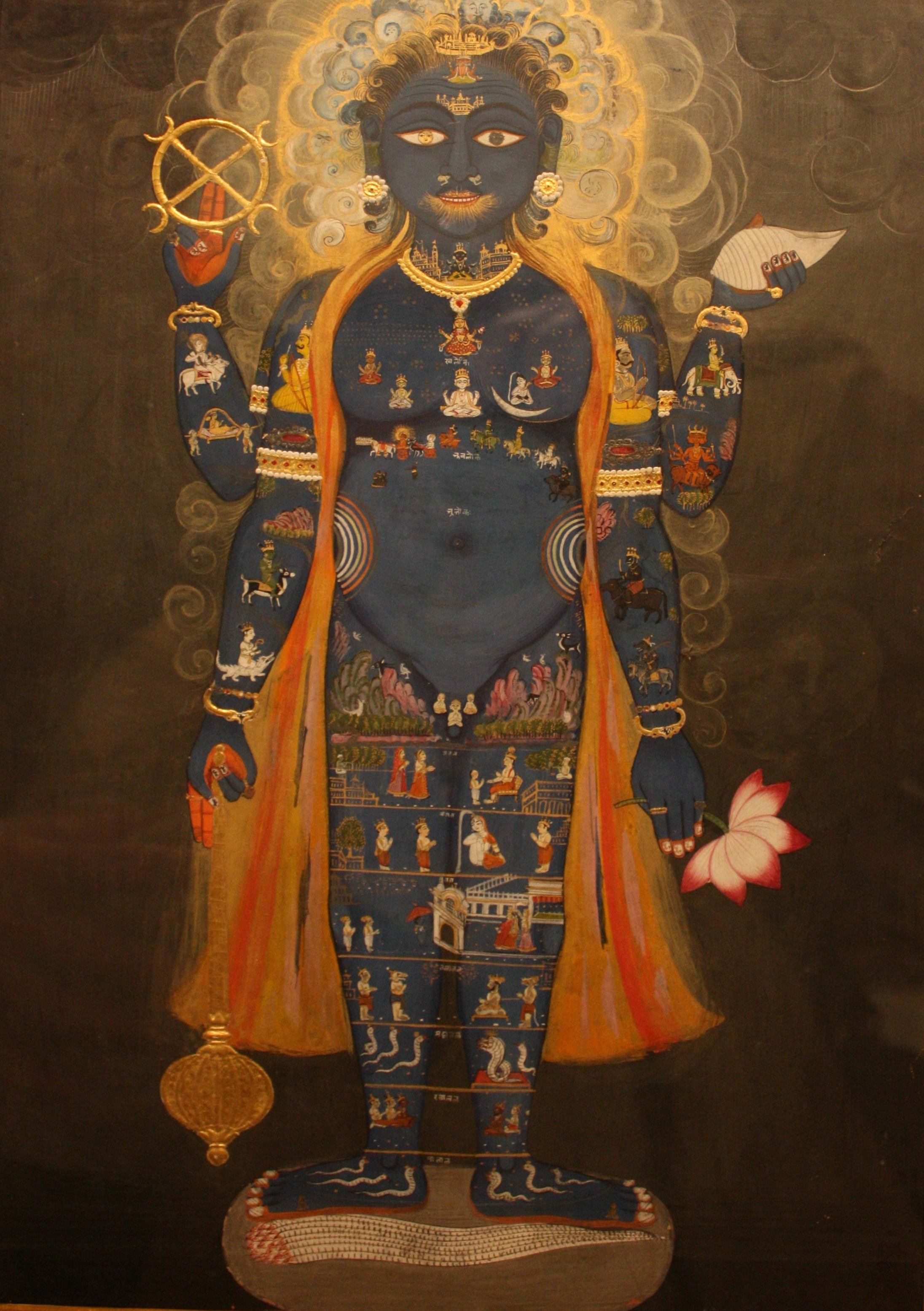
Višnu Višvarúpa s nebesy od hlavy po břicho, zemí na slabinách a podsvětím na nohou, na radžastánském akvarelu, cca 1800-1850
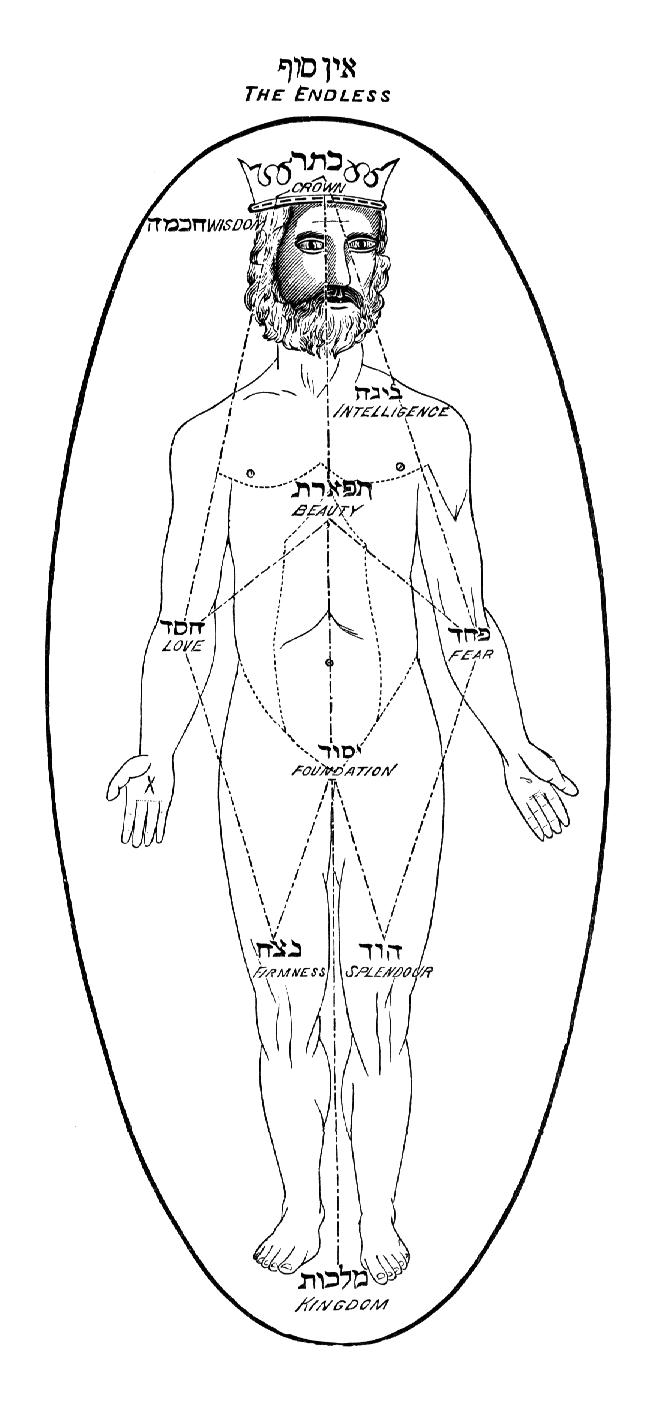
Adam Kadmon obsahující jednotlivé sefiry
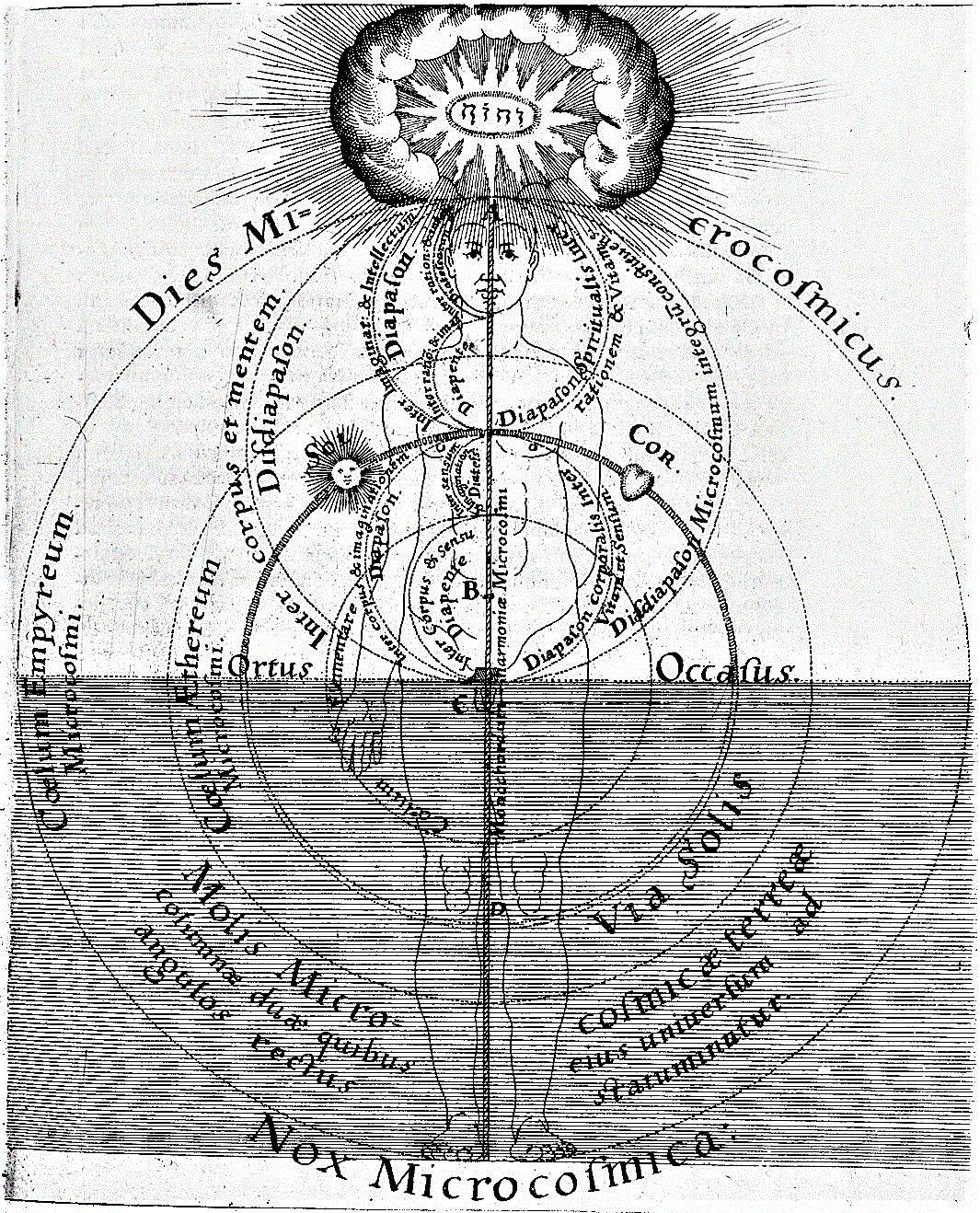
Člověk obsahující celý vesmír jako ilustrace koncepce mikrokosmu a makrokosmu, ilustrace z knihy Roberta Fludda Utrisque Cosmi, 1619